# Chemin Virebent
Le chemin Virebent (en occitan : camin Virebent) est une voie de Toulouse, chef-lieu de la région Occitanie, dans le Midi de la France.

## Situation et accès

### Description
Le chemin Virebent est une voie publique. Il relie les quartiers de Croix-Daurade et de Paléficat, dans le secteur 3 - Nord.
Il correspond à l'ancien chemin vicinal 87, de Croix-Daurade à Launaguet. Au XXe siècle, il est absorbé par la route départementale 64, qui se poursuit au nord en traversant Launaguet par le même chemin Virebent, puis le chemin de la Palanque et le chemin de Boudou, le chemin de Moulis au nord de Toulouse, l'avenue Salvador-Allende à Aucamville, pour rejoindre l'avenue des États-Unis, près de Lacourtensourt, à Toulouse. En 2017, la gestion de la route départementale 64, qui se trouve entièrement sur le territoire de Toulouse Métropole, lui a été transférée comme route métropolitaine 64.
La chaussée compte une voie de circulation automobile dans chaque sens. Il n'existe pas de piste, ni de bande cyclable. De plus, le chemin Virebent conserve, entre la rue des Félibres et la limite de Launauguet, un tracé rural et elle n'est pas bordée de trottoirs réservés à la circulation des piétons.

### Voies rencontrées
Le chemin Virebent rencontre les voies suivantes, dans l'ordre des numéros croissants (« g » indique que la rue se situe à gauche, « d » à droite) :
1. Rue Edmond-Rostand
2. Rue Jeannette-Guyot (g)
3. Chemin de Paléficat (g)
4. Rue des Félibres (g)
5. Chemin du Furet (g)
6. Chemin du Furet - accès piéton (d)
7. Boulevard Florence-Arthaud (g)
8. Chemin Virebent - Launaguet

### Transports
Le chemin Virebent est parcouru et desservi dans sa première partie, entre la rue Edmond-Rostand et le chemin du Furet, par la ligne de bus 114. Dans sa dernière partie, entre le boulevard Florence-Arthaud et la limite de la commune de Launaguet, il est également parcouru par les lignes de bus 3342.
Les stations de vélos en libre-service VélôToulouse les plus proches du chemin Virebent se trouvent toutes du côté de son origine : les stations no 171 (rue Henri-Ébelot) et no 172 (191 route d'Albi).

## Odonymie
Lors de son aménagement en 1840, c'était simplement le chemin de Launaguet-à-Croix-Daurade. En 1947, le chemin prit le nom de la famille Virebent, céramistes toulousains qui avaient leur propriété sur le domaine de Miremont, à Launaguet (actuel chemin des Sports). C'est là que se trouvaient également les ateliers de leur manufacture, fondée par Jacques-Pascal Virebent (1746-1831) et continuée par son fils, Auguste Virebent (1792-1857), et son petit-fils, Gaston Virebent (1837-1927). Le domaine est d'ailleurs visible depuis le chemin, à hauteur du boulevard Florence-Arthaud.

## Patrimoine et lieux d'intérêt

### Fermes et maisons
- no  37 : ferme (deuxième moitié du XIXe siècle).
- no  45 : maison de plaisance (milieu du XIXe siècle)[5].
- no  48 : ferme (deuxième moitié du XIXe siècle)[6].
- no  54 : ferme (deuxième moitié du XIXe siècle).

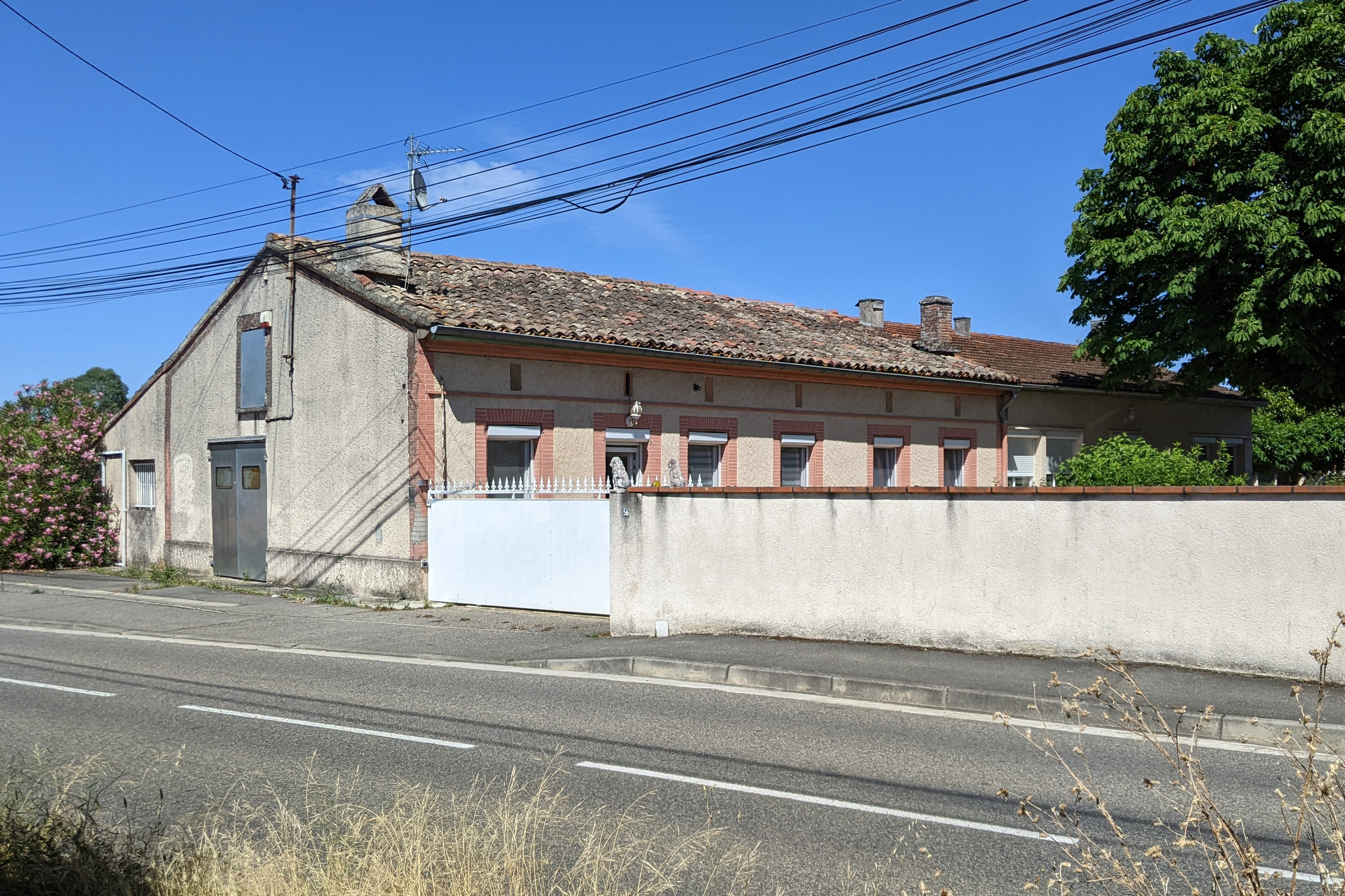
no 56 : ancienne ferme.

- no  56 : ferme. 
La ferme maraîchère, construite dans la deuxième moitié du XIXe siècle, est bâtie en brique. Elle est disposée perpendiculairement au chemin Virebent. Elle développe sa façade sur six travées et s'élève sur deux niveaux séparés par un cordon. L'étage de comble est aéré par de petites ouvertures rectangulaires. L'élévation est couronnée par une corniche moulurée[7],[8].

- no  76 : ferme (deuxième moitié du XIXe siècle).

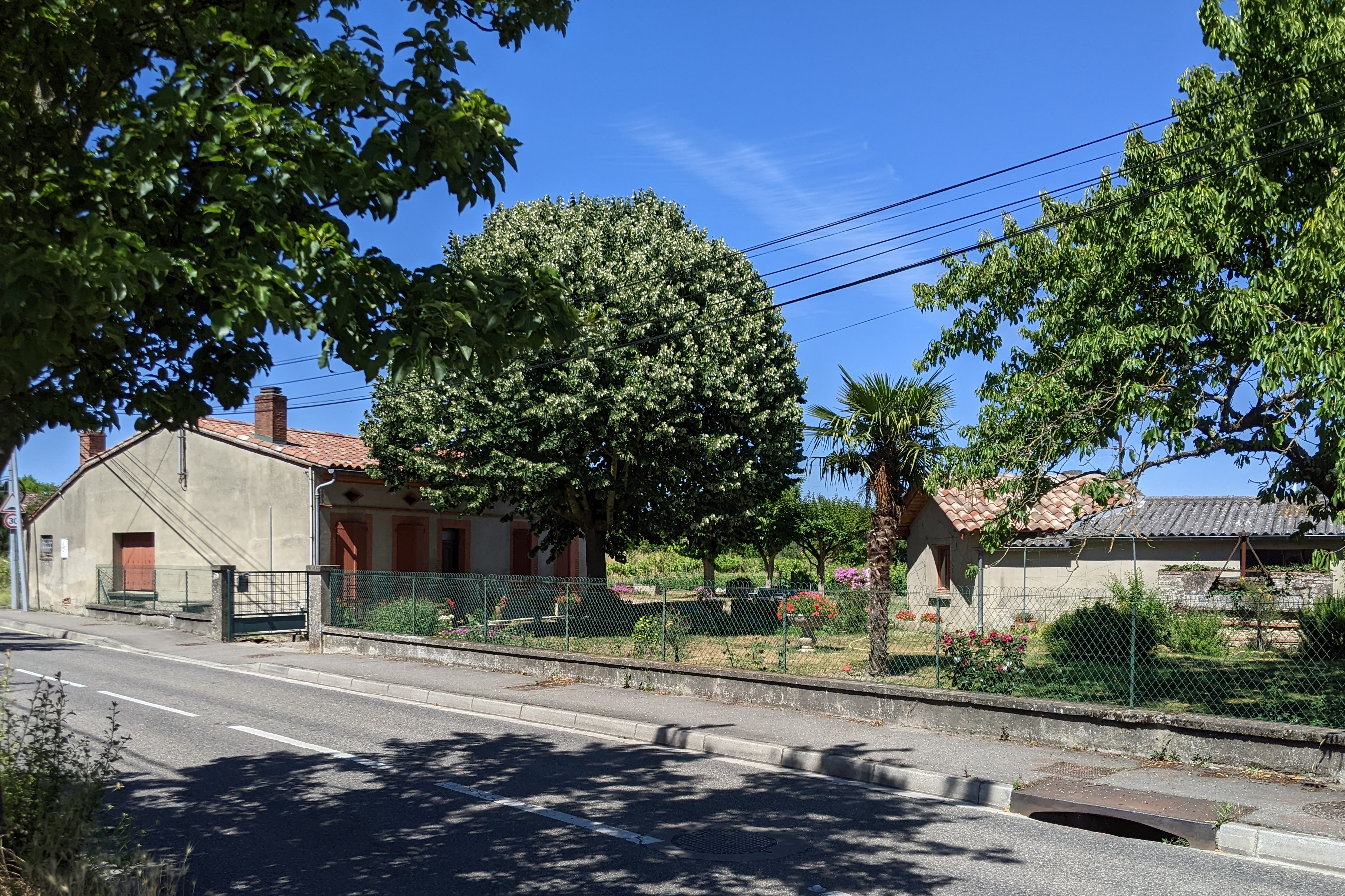
no 80 : ancienne ferme.

- no  80 : ferme. 
La ferme maraîchère, construite dans la deuxième moitié du XIXe siècle, est bâtie en brique. Elle est disposée perpendiculairement au chemin Virebent et orientée au sud. La ferme développe sa façade sur cinq travées et s'élève sur deux niveaux séparés par un cordon. L'étage de comble est aéré par des ouvertures en losange. L'élévation est couronnée par une corniche moulurée. Dans le jardin, face à la maison, se trouve l'édifice de la noria, construit en assises alternées de brique et de galets de Garonne[9]. À l'arrière de la maison, les terrains agricoles s'étendent jusqu'au bord de l'Hers.

- no  81 bis : ferme (deuxième moitié du XIXe siècle)[10].

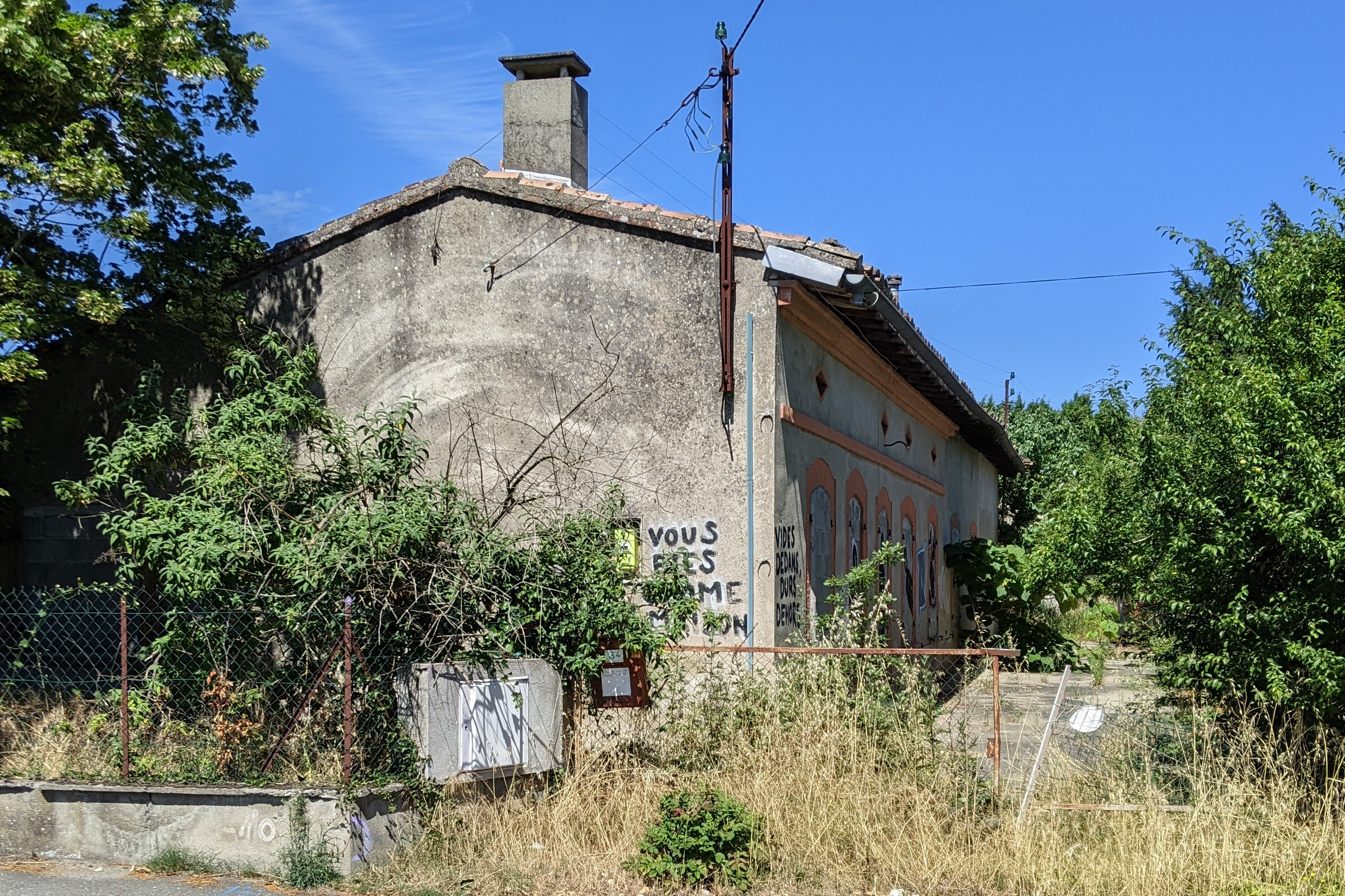
no 84 : ancienne ferme.

- no  84 : ferme. 
La ferme maraîchère, construite dans la deuxième moitié du XIXe siècle, est bâtie en brique. Elle est disposée perpendiculairement, mais légèrement en retrait, par rapport au chemin Virebent. Le corps de bâtiment principal, qui abritait le logis, développe sa façade sur cinq travées et s'élève sur deux niveaux séparés par un cordon. L'étage de comble est aéré par des ouvertures en losange. Le corps de bâtiment qui s'élève dans le prolongement correspond aux anciennes parties agricoles. L'élévation est couronnée par une corniche moulurée[7].

- no  90 : ferme (deuxième moitié du XIXe siècle)[11].

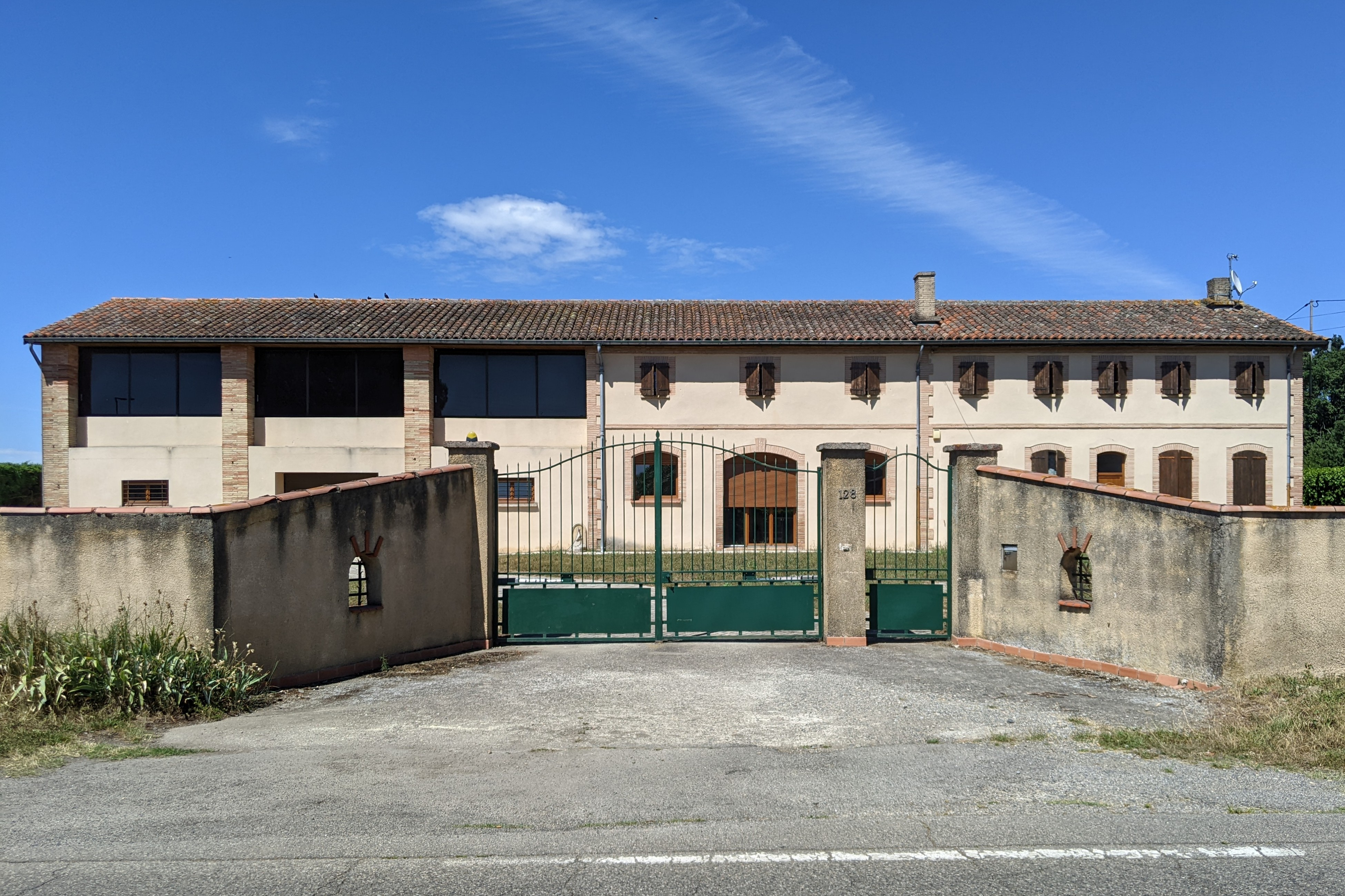
no 128 : ancienne ferme.

- no  128 : ferme. 
La ferme, construite dans la deuxième moitié du XIXe siècle, est bâtie en brique. Elle est orientée au sud, disposée parallèlement au chemin Virebent. Elle développe sa large façade sur onze travées et s'élève sur deux niveaux, séparés par un cordon. L'étage de comble est aéré par des ouvertures en losange. Le corps de bâtiment à gauche abritait les parties agricoles. L'élévation est couronnée par une corniche moulurée[12].

- no  160 : ferme (première moitié du XXe siècle)[13].

### Œuvre publique

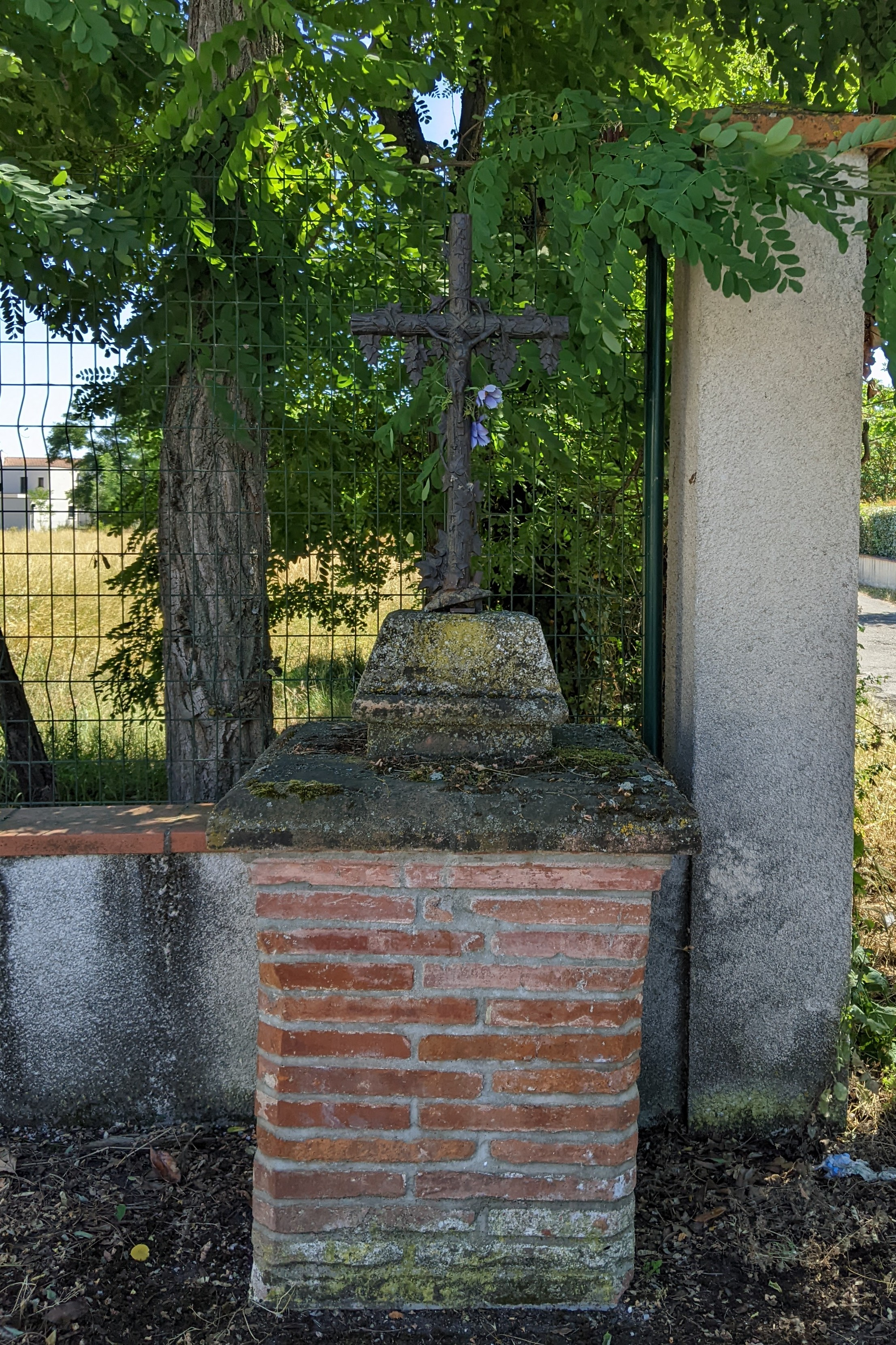
Croix de chemin.

- croix de chemin. 
Une croix de chemin est élevée en 1882 au carrefour de la rue des Félibres et du chemin Virebent. La croix, en fonte, formée de deux troncs d'arbre attachés par une corde et couvert de lierre, porte un Christ souffrant[14].